# Atletismo nos Jogos Pan-Americanos de 2007 - 200 m masculino
Os 200 metros rasos foram um dos eventos do atletismo nos Jogos Pan-Americanos de 2007, no Rio de Janeiro. A prova foi disputada no Estádio Olímpico João Havelange nos dias 25 (preliminares e semifinais) e 27 de julho (final) com 34 velocistas de 25 países.

## Medalhistas
| Ouro   | ANT Brendan Christian |
| Prata  | JAM Marvin Anderson   |
| Bronze | USA Rubin Williams    |

## Recordes
Recordes mundiais e pan-Americanos antes da disputa dos Jogos Pan-Americanos de 2007.
| Tipo                             | Atleta          | Tempo   | Local   | Data                |
| -------------------------------- | --------------- | ------- | ------- | ------------------- |
|                                  | Michael Johnson | 19.32 s | Atlanta | 1 de agosto de 1996 |
| Recorde dos Jogos Pan-Americanos | Donald Quarrie  | 19.86 s | Cáli    | 3 de agosto de 1971 |

## Resultados
- Q: classificação por tempos na série.
- q: classificação por melhores tempos no geral.
- DNF: não completou a prova.
- DNS: não competiu na prova.
- DSQ: desclassificado.

### Primeira rodada
A primeira rodada foi disputada em 25 de julho.
| Série 1 | Série 1 | Série 1                | Série 1               | Série 1 | Série 1 |
| Result. | Result. | Atleta                 | País                  | Tempo   | Qual.   |
| Pos.    | Geral   | Atleta                 | País                  | Tempo   | Qual.   |
| ------- | ------- | ---------------------- | --------------------- | ------- | ------- |
| 1       | 1       | Brendan Christian      | ANT Antígua e Barbuda | 20.51 s | Q       |
| 2       | 2       | Marvin Anderson        | JAM Jamaica           | 20.59 s | Q       |
| 3       | 8       | Jared Connaughton      | CAN Canadá            | 20.90 s | Q       |
| 4       | 15      | Tyrell Cuffy           | CAY Ilhas Cayman      | 21.15 s | q       |
| 5       | 19      | Heber Vieira           | URU Uruguai           | 21.29 s |         |
| 6       | 25      | Edwin Cecilio Baltazar | GUA Guatemala         | 22.66 s |         |
| —       | —       | Iván Altamirano        | ARG Argentina         | DNF     |         |

| Série 2 | Série 2 | Série 2           | Série 2                      | Série 2 | Série 2 |
| Result. | Result. | Atleta            | País                         | Tempo   | Qual.   |
| Pos.    | Geral   | Atleta            | País                         | Tempo   | Qual.   |
| ------- | ------- | ----------------- | ---------------------------- | ------- | ------- |
| 1       | 5       | Brian Barnett     | CAN Canadá                   | 20.75 s | Q       |
| 2       | 7       | Michael Matheau   | BAH Bahamas                  | 20.88 s | Q       |
| 3       | 12      | Michael Herrera   | CUB Cuba                     | 21.06 s | Q       |
| 4       | 17      | Juan Pedro Toledo | MEX México                   | 21.24 s |         |
| 5       | 18      | Rolando Palacios  | HON Honduras                 | 21.27 s |         |
| 6       | 20      | Xavier Brown      | JAM Jamaica                  | 21.38 s |         |
| 7       | 24      | Kevin Fahie       | BVI Ilhas Virgens Britânicas | 22.30 s |         |

| Série 3 | Série 3 | Série 3               | Série 3                      | Série 3 | Série 3 |
| Result. | Result. | Atleta                | País                         | Tempo   | Qual.   |
| Pos.    | Geral   | Atleta                | País                         | Tempo   | Qual.   |
| ------- | ------- | --------------------- | ---------------------------- | ------- | ------- |
| 1       | 4       | Rubin Williams        | USA Estados Unidos           | 20.72 s | Q       |
| 2       | 6       | Sandro Viana          | BRA Brasil                   | 20.78 s | Q       |
| 3       | 10      | Emmanuel Callender    | TRI Trinidad e Tobago        | 20.93 s | Q       |
| 4       | 11      | Franklin Nazareno     | ECU Equador                  | 20.96 s | q       |
| 5       | 14      | Ramon Gittens         | BAR Barbados                 | 21.12 s | q       |
| 6       | 22      | Courtny Bascombe      | VIN São Vicente e Granadinas | 22.19 s |         |
| —       | —       | Nicolás López Moreira | PAR Paraguai                 | DNS     |         |

| Série 4 | Série 4 | Série 4               | Série 4                   | Série 4 | Série 4 |
| Result. | Result. | Atleta                | País                      | Tempo   | Qual.   |
| Pos.    | Geral   | Atleta                | País                      | Tempo   | Qual.   |
| ------- | ------- | --------------------- | ------------------------- | ------- | ------- |
| 1       | 3       | Jordan Vaden          | USA Estados Unidos        | 20.67 s | Q       |
| 2       | 9       | Daniel Alfonso Grueso | COL Colômbia              | 20.92 s | Q       |
| 3       | 13      | Basilio Morais Júnior | BRA Brasil                | 21.11 s | Q       |
| 4       | 16      | Jacobi Mitchell       | BAH Bahamas               | 21.22 s | q       |
| 5       | 21      | Robert Morton         | SKN São Cristóvão e Neves | 21.44 s |         |
| 6       | 22      | Yoel Baez             | DOM República Dominicana  | 22.19 s |         |
| —       |         | Jurgen Themen         | SUR Suriname              | DNF     |         |

### Semifinal
A semifinal foi disputada em 25 de julho.
| Semifinal 1 | Semifinal 1 | Semifinal 1           | Semifinal 1           | Semifinal 1 | Semifinal 1 |
| Result.     | Result.     | Atleta                | País                  | Tempo       | Qual.       |
| Pos.        | Geral       | Atleta                | País                  | Tempo       | Qual.       |
| ----------- | ----------- | --------------------- | --------------------- | ----------- | ----------- |
| 1           | 1           | Brendan Christian     | ANT Antígua e Barbuda | 20.33 s     | Q           |
| 2           | 3           | Jordan Vaden          | USA Estados Unidos    | 20.54 s     | Q           |
| 3           | 5           | Michael Herrera       | CUB Cuba              | 20.74 s     | Q           |
| 4           | 7           | Sandro Viana          | BRA Brasil            | 20.82 s     | Q           |
| 5           | 9           | Jared Connaughton     | CAN Canadá            | 20.85 s     |             |
| 6           | 11          | Daniel Alfonso Grueso | COL Colômbia          | 20.96 s     |             |
| 7           | 13          | Tyrell Cuffy          | CAY Ilhas Cayman      | 21.20 s     |             |
| 8           | 16          | Jacobi Mitchell       | BAH Bahamas           | 21.79 s     |             |

| Semifinal 2 | Semifinal 2 | Semifinal 2           | Semifinal 2           | Semifinal 2 | Semifinal 2 |
| Result.     | Result.     | Atleta                | País                  | Tempo       | Qual.       |
| Pos.        | Geral       | Atleta                | País                  | Tempo       | Qual.       |
| ----------- | ----------- | --------------------- | --------------------- | ----------- | ----------- |
| 1           | 2           | Marvin Anderson       | JAM Jamaica           | 20.35 s     | Q           |
| 2           | 4           | Rubin Williams        | USA Estados Unidos    | 20.66 s     | Q           |
| 3           | 6           | Michael Matheau       | BAH Bahamas           | 20.80 s     | Q           |
| 4           | 7           | Emmanuel Callender    | TRI Trinidad e Tobago | 20.82 s     | Q           |
| 5           | 10          | Brian Barnett         | CAN Canadá            | 20.89 s     |             |
| 6           | 12          | Franklin Nazareno     | ECU Equador           | 21.02 s     |             |
| 7           | 14          | Ramon Gittens         | BAR Barbados          | 21.21 s     |             |
| 8           | 15          | Basilio Morais Júnior | BRA Brasil            | 21.22 s     |             |

### Final
A final dos 200 metros rasos foi disputada em 27 de julho as 19:40 (UTC-3).
| Pos.              | Atleta             | País                  | Tempo   |
| ----------------- | ------------------ | --------------------- | ------- |
| Medalha de ouro   | Brendan Christian  | ANT Antígua e Barbuda | 20.37 s |
| Medalha de prata  | Marvin Anderson    | JAM Jamaica           | 20.38 s |
| Medalha de bronze | Rubin Williams     | USA Estados Unidos    | 20.57 s |
| 4                 | Michael Matheau    | BAH Bahamas           | 20.89 s |
| 5                 | Emmanuel Callender | TRI Trinidad e Tobago | 21.03 s |
| —                 | Michael Herrera    | CUB Cuba              | DNF     |
| —                 | Sandro Viana       | BRA Brasil            | DSQ     |
| —                 | Jordan Vaden       | USA Estados Unidos    | DNS     |

1. ↑  Sandro Viana foi desclassificado por não respeitar a sua linha.